# Aloe sororia
Aloe sororia é uma espécie de liliopsida do gênero Aloe, pertencente à família Asphodelaceae.